# Bergschloß-Brauerei Salzwedel

Etikett der Brauerei aus DDR-Zeiten mit der Biermarke Soltmann

Die Bergschloß-Brauerei Salzwedel war eine deutsche Brauerei in Salzwedel in Sachsen-Anhalt.

## Geschichte
Die Brauerei hatte eine über 140-jährige Geschichte, die bereits 1867 begann. Gegründet in der Altperver Straße 18 als Brauerei F. W. Meyer, Inh. Heinrich Meyer, fusionierte sie 1897 mit der Dampfbrauerei H. Freydank, Inh. Hermann Freydank, zur Bergschloß-Brauerei. Sie firmierte unter dem Namen seit 1. Mai 1897 als „Gesellschaft mit beschränkter Haftung“.
Nach dem Zweiten Weltkrieg firmierte die Brauerei in der DDR zunächst bis 1972 als Bergschloß-Brauerei Salzwedel KG. 1972 erfolgte der Umzug in die Arendseer Str. 6/8, man braute ab sofort unter dem Namen VEB Bergschloß-Brauerei Salzwedel. Man braute meistens mit der Biermarke Soltmann.
Bereits im Juli 1990 wurde die „Bergschloß Brauerei Salzwedel GmbH“ wiedergegründet. Im Rahmen der Entflechtung von Unternehmen in der DDR wurde sie der Treuhandverwaltung unterstellt. Die Tätigkeit der Brauerei wurde 1992 eingestellt. Die GmbH wurde 2002 in die Liquidation überführt und 2006 gelöscht.